# 関屋文雄
関屋 文雄（せきや ふみお、1946年12月2日 - ）は、日本の実業家。富士石油代表取締役社長や、同社代表取締役会長を務めた。

## 人物・経歴
1970年慶應義塾大学法学部卒業、富士石油入社。1995年富士石油人事部長。1999年富士石油取締役人事部長兼袖ケ浦製油所副所長。2003年AOCホールディングス取締役常務執行役員、ペトロプログレス代表取締役専務取締役。2004年富士石油代表取締役社長、AOCホールディングス代表取締役副社長。2006年AOCホールディングス代表取締役社長。2008年アラビア石油取締役。2011年ペトロプログレス代表取締役社長。2013年富士石油代表取締役社長。2014年富士石油代表取締役会長。2017年富士石油相談役。事業環境の激変を受け、業界再編への対応にあたるなどした。